# Takatsukasa Fuyuie
Takatsukasa Fuyuie est un nom japonais traditionnel ; le nom de famille (ou le nom d'école), Takatsukasa, précède donc le prénom (ou le nom d'artiste).
Takatsukasa Fuyuie (鷹司 冬家, 1367 - 1428) est un kugyō (noble de cour) de l'époque de Muromachi (1336–1573). Contrairement à d'autres membres de la famille, il n'occupe pas le poste de régent kampaku.

## Biographie
Il est descendant de la famille Takatsukasa fondée par Konoe Iezane, qui juge quel go-sekke est digne d'être désigné régent du Japon.
Fils ainé de Takatsukasa Fuyumichi, il est nommé gon-chūnagon en 1382 après avoir déjà passé trois ans au troisième rang de cour.
Il occupe trois fois le poste de gon-dainagon (権大納言), de 1388 à 1390, de 1390 à 1394 et de 1395 à 1399. En 1407, il est nommé « Ministre de la droite » (udaijin). Après avoir quitté ce poste en 1410, il accède l'année suivante au 1er rang de cour.
Il entre au temple Tosetsu en 1425. Il est aussi connu sous le nom Goisshin-in.
Son fils ainé est Fusahira ; Le plus jeune de ses fils entre sous le nom Shōen (昭圓, décédé en 1437) au Kōfuku-ji.

## Source de la traduction
- (de) Cet article est partiellement ou en totalité issu de l’article de Wikipédia en allemand intitulé « Takatsukasa Fuyuie » (voir la liste des auteurs).